# Jüdischer Friedhof (Schifferstadt)

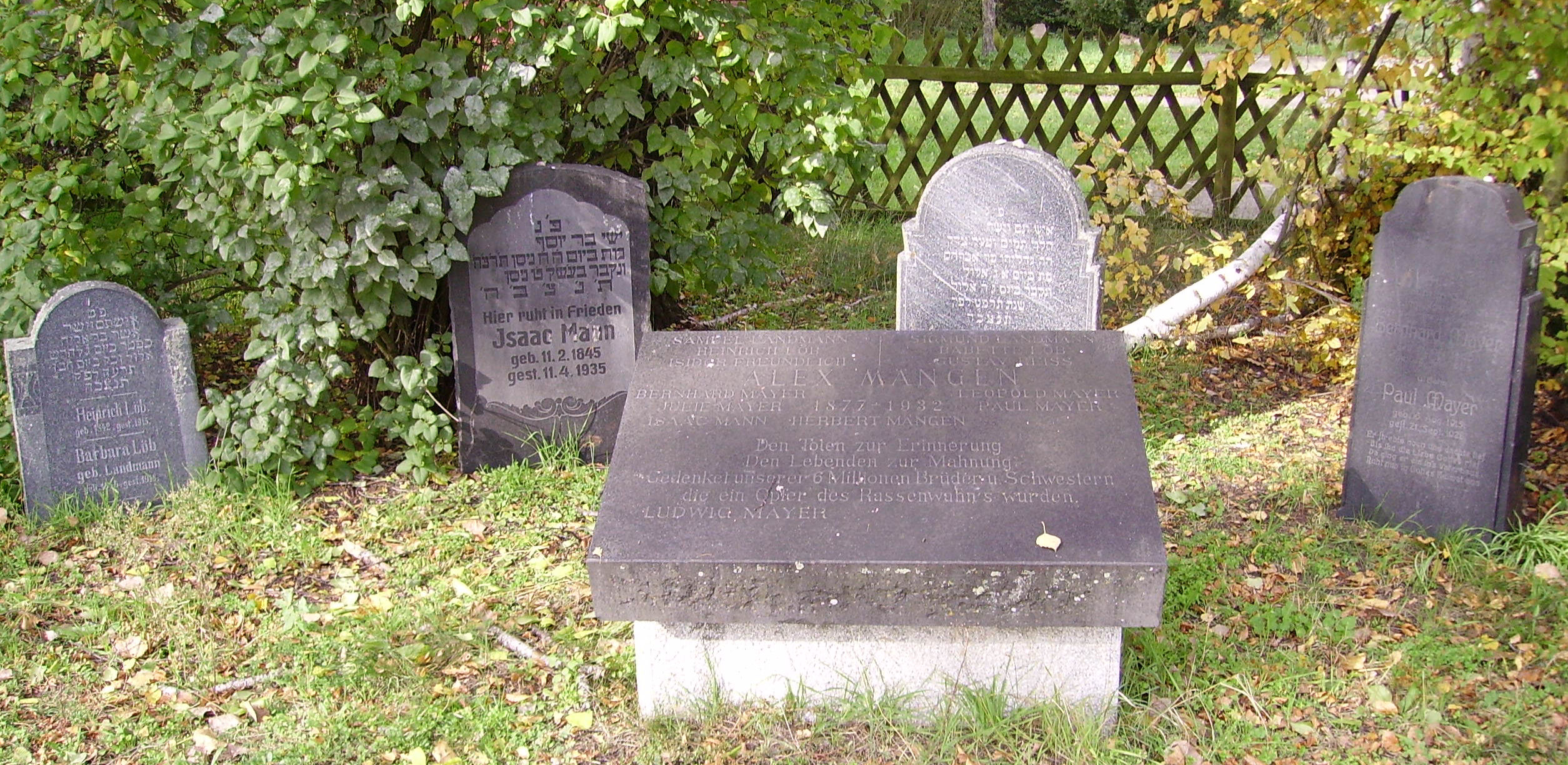
Jüdischer Friedhof in Schifferstadt

Der Jüdische Friedhof Schifferstadt ist ein jüdischer Friedhof in Schifferstadt, einer Stadt im Rhein-Pfalz-Kreis in Rheinland-Pfalz. Er ist ein geschütztes Kulturdenkmal. 

## Geschichte
Die Toten der jüdischen Gemeinde Schifferstadt wurden von 1821 bis 1907 auf dem jüdischen Friedhof Otterstadt beigesetzt. Der jüdische Friedhof in Schifferstadt wurde 1907 angelegt und zwar rechts der Speyerer Straße im Gewann Portheide. Bis zur Verwüstung des Friedhofes in der Zeit des Nationalsozialismus fanden 14 Bestattungen statt: Isidor Freundlich, Samuel Landmann, Sigmund Landmann, Babette Löb, Heinrich Löb, Alex Mängen, Herbert Mängen, Bernhard Mayer, Julie Mayer, Leopold Mayer, Paul Mayer, Gustav Reiß, Ludwig Mayer und zuletzt im April 1935 Isaac Mann. Der Friedhof ist 2,00 Ar groß und heute sind noch vier Grabsteine vorhanden.